# Grandes y San Martín
Grandes y San Martín è un comune spagnolo di 49 abitanti situato nella comunità autonoma di Castiglia e León.